# فرانچیشک پیچکا
فرانچیشک ماکسیمیلیان پیـِچکا (لهستانی: Franciszek Maksymilian Pieczka؛ زادهٔ ۱۸ ژانویهٔ ۱۹۲۸) بازیگر اهل لهستان است. وی دانش‌آموختهٔ آکادمی ملی هنرهای نمایشی الکساندر زلوروویچ در ورشو است.
از فیلم‌ها یا برنامه‌های تلویزیونی که وی در آن نقش داشته‌است، می‌توان به اسکادران، مروارید دیهیم، مادر پادشاهان، سرگذشت استاد تواردوفسکی، کونوپیلکا، دارکوب، خاکسپاری یک سیب‌زمینی، هتل زرافه و کرگدن، تبر، سیل، مهمانسرا، کرانه‌ای دیگر، زندگی برای زندگی: ماکسیمیلیان کلبه، هوس‌های امپراتور، چهار تانکچی و یک سگ، زخم، سرزمین موعود، گهواره، پیروزی آسان، روزگار ماتئوش، دست‌نوشته ساراگوسا، عصر بخیر، آقای والنبری و عروسی اشاره کرد.